# Правила Баррема
Правила Баррема — правила, введені до бухгалтерського обліку у XVIII столітті Бертраном Франсуа Барремом.
Згідно з цими правилами:
- рахунок дебетується, якщо на нього записується прибуття господарських цінностей;
- рахунок кредитується, якщо на нього записується вибуття господарських цінностей;
- якщо вибуття цінностей не супроводжується прибуттям інших цінностей, то процес вибуття дебетується на рахунку особи, з якою проводиться розрахунок (тобто на рахунку власника капіталу);
- якщо надходження цінностей не супроводжується вибуттям інших цінностей, то таке надходження кредитується на рахунку особи, з якою проводиться розрахунок (на рахунку власника капіталу), а потім дає узагальнення: «те, що надходить, винне тому, що виходить».